# Estación de Vienne
La estación de Vienne es una estación ferroviaria francesa de la línea París - Marsella, situada en la comuna de Vienne, en el departamento de Isère, en la región de Ródano-Alpes. Por ella transitan únicamente trenes regionales. 

## Situación ferroviaria
La estación se encuentra en la línea férrea París-Marsella (PK 542,409).
En dirección Marsella, desde Estressin acceder a la estación implica superar dos túneles: el pequeño y el gran túnel de Vienne, de 208 metros y 471 metros respectivamente. El último es perfectamente visible desde la estación ya que se encuentra a escasos 100 metros. Todo ello se debe a que la ciudad se encuentra encajonada entre cinco abruptas colinas herederas del cercano Macizo Central.

## Descripción
La estación es un amplio edificio de dos pisos, alas laterales y planta rectangular. Muestra el diseño clásico de las estaciones de la Compañía de Ferrocarriles de Lyon al Mediterráneo. Como muchas estaciones francesas luce un reloj de aguja en su fachada aunque tiene la particular de ser cuadrado y no circular. 
Se compone de tres andenes, dos centrales y uno lateral al que acceden cinco vías. Los cambios de vía se realizan gracias a pasos subterráneos.  

## Servicios ferroviarios

### Regionales
Los TER Ródano Alpes recorren los siguientes trazados:
- Línea Lyon - Aviñón / Marsella.
- Línea Lyon - Valence.
- Línea Mâcon / Villefranche-sur-Saône - Vienne.